# Ophryocystis elektroscirrha
Espèce
Ophryocystis elektroscirrha, parfois abbrévié O.e. ou OE, est une espèce de microorganismes néogrégarins parasite obligatoire des papillons monarque (Danaus plexippus) et reine (Danaus gilippus).

## Cycle de vie
Ophryocystis elektroscirrha est transmis à la chenille lorsque celle-ci ingère des spores présentes sur l'œuf duquel elle est sortie ou la plante dont elle se  nourrit. Après l'ingestion, les spores se divisent en sporozoïtes. Ces derniers sont mobiles et pénètrent la paroi du tube digestif et se logent dans l'hypoderme, couche de cellules qui sécrète l'exosquelette.
Les spores se multiplient dans la chenille, puis dans la chrysalide, dont l'adulte émerge couvert de spores en dormance. Finalement, l'adulte répand les spores sur les plantes qu'il visite et, dans le cas de la femelle, sur les œufs pondus.

## Répartition
Ophryocystis elektroscirrha a été observé au sein de toutes les populations de monarque étudiées à ce jour.

## Publication originale
(en) R. E. McLaughlin et Judith Myers, « Ophryocystis elektroscirrha sp. n., a Neogregarine Pathogen of the Monarch Butterfly Danaus plexippus (L.) and the Florida Queen Butterfly D. gilippus berenice Cramer », The Journal of Protozoology, vol. 17, no 2,‎ mai 1970, p. 300–305 (DOI 10.1111/j.1550-7408.1970.tb02375.x, lire en ligne, consulté le 26 août 2020)